# Rénovation (ingénierie)
Pour les articles homonymes, voir Rénovation (homonymie).

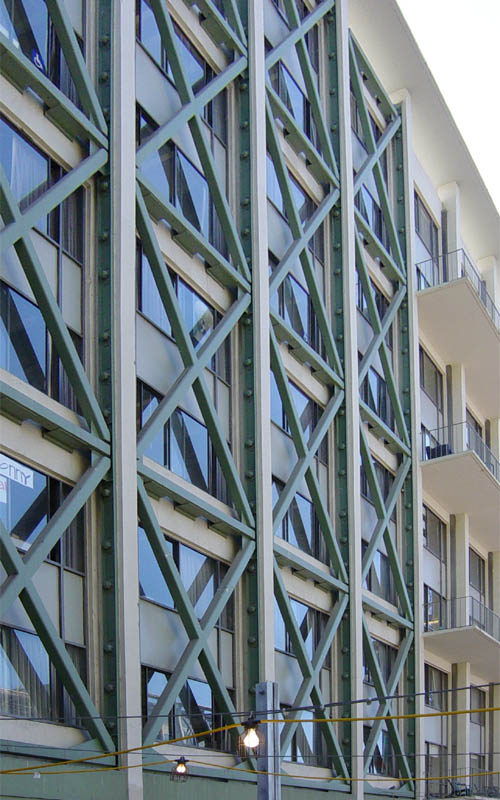
Un bâtiment californien réaménagé pour mieux résister aux tremblements de terre

La rénovation d'équipements, ou le rétrofit, le rétrofittage ou parfois le réaménagement, consiste à ajouter, modifier ou restaurer des fonctions technologiques dans des systèmes vieillissants. Il s'agit de remplacer des pièces obsolètes ou usées par des pièces neuves tout en maintenant la configuration de l'appareil. C'est une remise en état, une mise aux normes ou une adaptation à un besoin nouveau d'une installation existante (automobile, machine, système, bien immobilier, etc.) en gardant certains éléments et en en changeant d'autres. 
Le réaménagement permet en quelque sorte le recyclage d'anciennes machines pour les rénover ou en fabriquer des versions améliorées.

## Objectifs
L'objectif d'une rénovation peut être de rendre une industrie ou une communauté plus écologique. Ce type de démarche est souvent encouragé, voire subventionné par les pouvoirs publics.

## Domaines d'application

### Centrale thermique
Dans le domaine des centrales thermiques, un réaménagement peut servir à augmenter leur efficacité tout en réduisant les émissions de gaz à effet de serre. 

### Construction navale

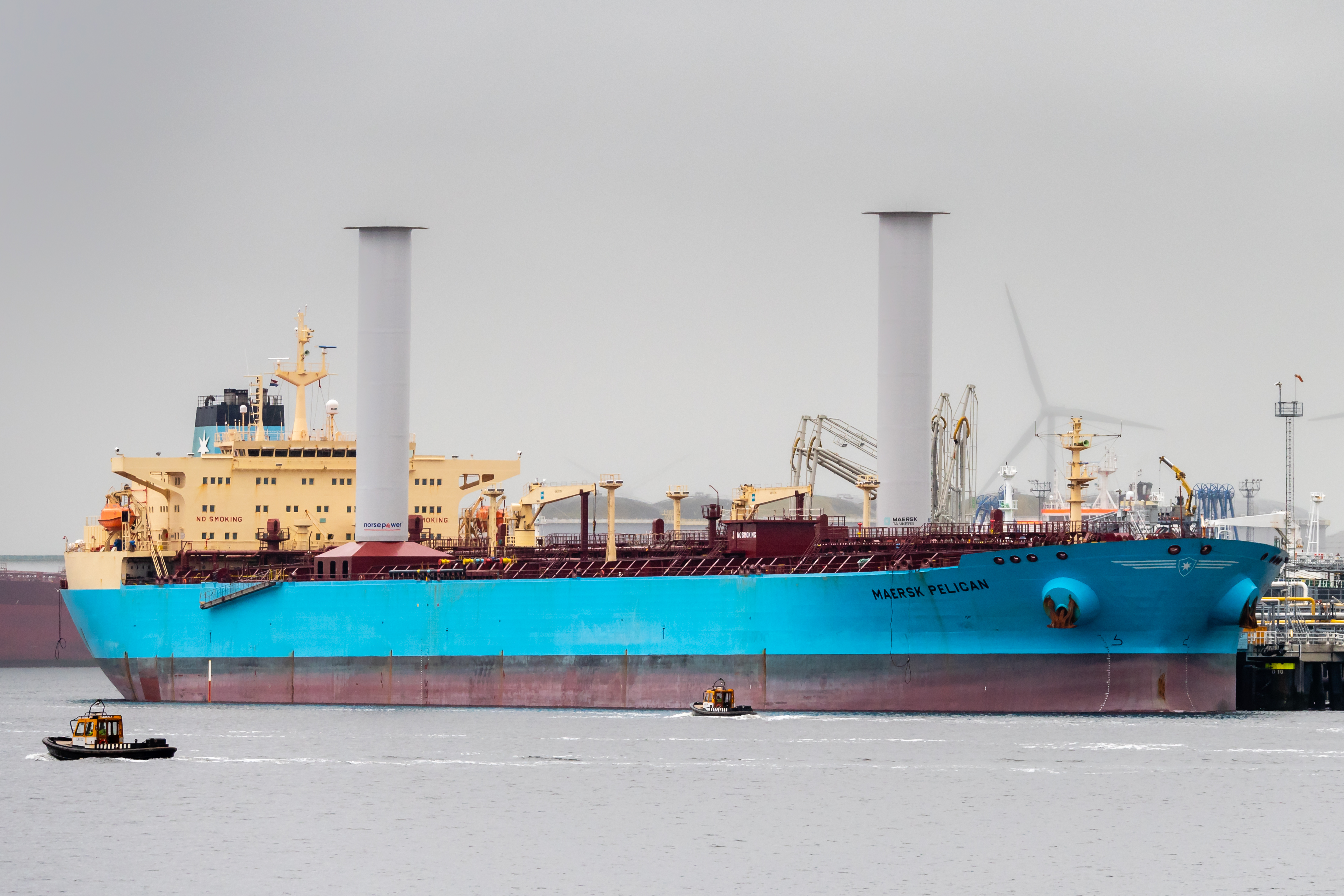
Mâts à effet Magnus ajoutés en 2008 sur le Maersk Pelican

Les navires, civils ou militaires peuvent faire l'objet de rénovations, notamment au niveau du moteur. À titre d'exemple, en 2015, le Q-max Rasheeda a été rétrofité pour lui permettre de consommer du gaz naturel liquide en plus du fioul lourd. D'autres modernisations sont également envisageables, en conservant le moteur et en ajoutant un mode de propulsion, comme pour le pétrolier Maersk Pelican, doté en 2008 de mâts à effet Magnus.

### Immobilier
En immobilier, le remplacement ou l'amélioration de composantes importantes (double vitrage, matériaux isolants) dans les bâtiments existants constitue un réaménagement/rétrofit. Pour les immeubles en hauteur, un réaménagement implique généralement la réfection des murs et fenêtres ainsi que le changement de tous les systèmes mécaniques. On ne conserve alors que la structure. Un tel réaménagement se fait notamment lors d'un changement d'usage de l'immeuble. Le bâtiment ainsi modernisé bénéficie d'une nouvelle vie. Dans les zones touchées par les tremblements de terre, il est parfois nécessaire de renforcer des bâtiments pour les rendre résistants.

### Machine industrielle
Le rétrofittage (le terme est une francisation partielle de l'anglais retrofitting) est le montage d'améliorations sur des équipements ou matériels anciens. Cette opération  est effectuée par des sociétés de réparation de machines-outils, de machines tournantes (pompes, compresseurs, turbines), ou d'avions. 

### Télécommunications mobiles
Le terme est également utilisé dans les télécommunications mobile et désigne le fait de changer les cartes d'un équipement ou la composition de branches réseaux pour les moderniser (BTS, NodeB, Faisceaux de liaisons...).

### Véhicule motorisé

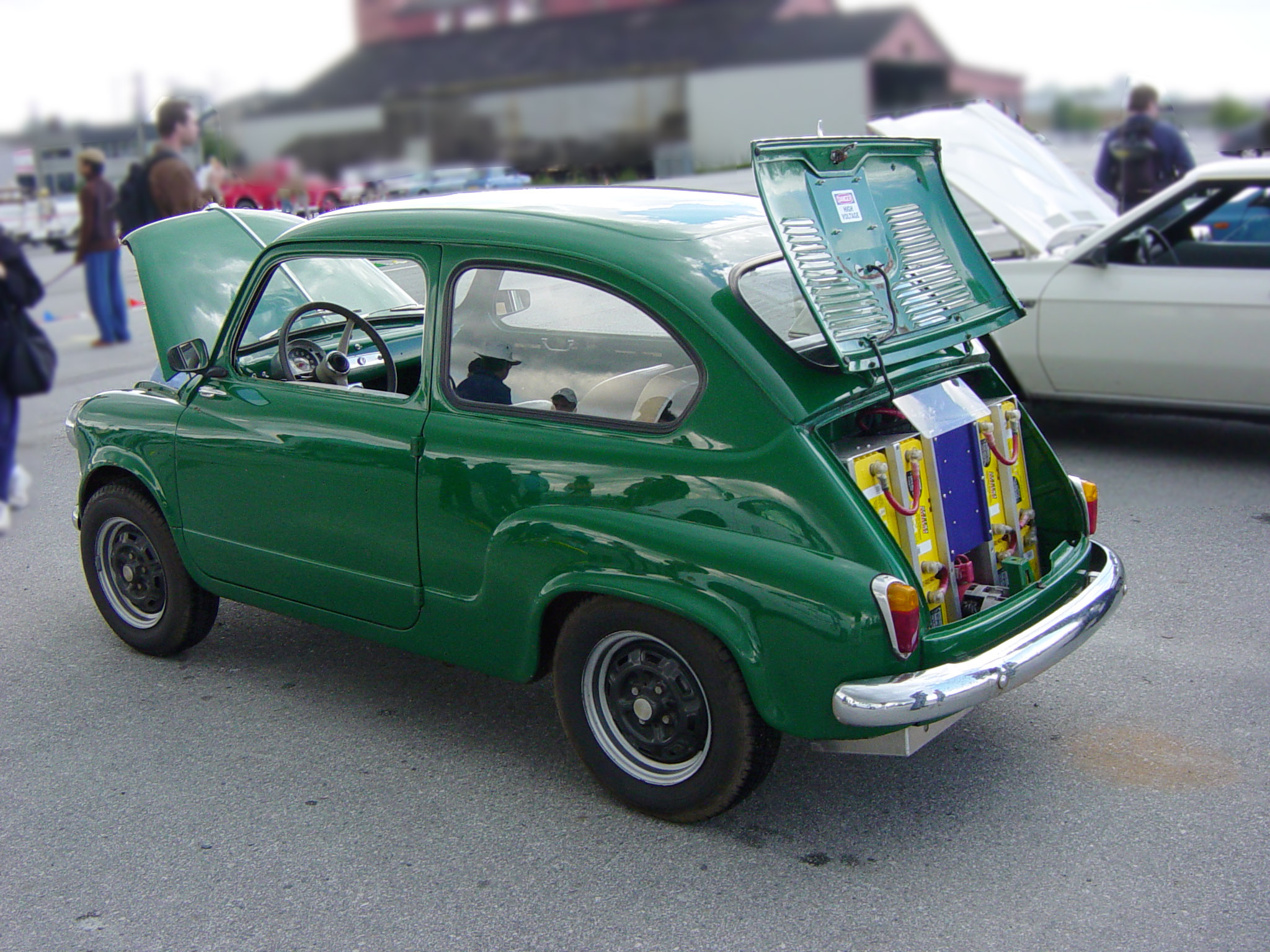
Automobile à moteur à combustion convertie en véhicule électrique.

En génie automobile, la conversion de véhicules thermiques en véhicules électriques consiste à remplacer le moteur à combustion d'une voiture et ses composants connectés par un moteur électrique et des batteries, afin de créer un véhicule tout électrique. Une autre option consiste à remplacer un moteur à combustion par un couple moteur électrique-petit moteur à combustion, créant ainsi un véhicule électrique hybride ou un véhicule électrique .

### Vélo
Les vélos mécaniques peuvent, si la géométrie et la résistance du cadre le permet, recevoir un moteur électrique additionnel. Il existe plusieurs types de moteurs. Ceux-ci peuvent être directement dans la roue avant ou arrière ou bien au niveau du pédalier. Ce dernier type de moteur nécessite souvent une modification non-triviale du cadre du vélo; les moteurs ayant des dimensions différentes selon les constructeurs (standards fermés). Une fois l'électrification effectuée, il faut également vérifier que la capacité de freinage convienne à la puissance du moteur.